# Experiment to Detect the Global EoR Signature

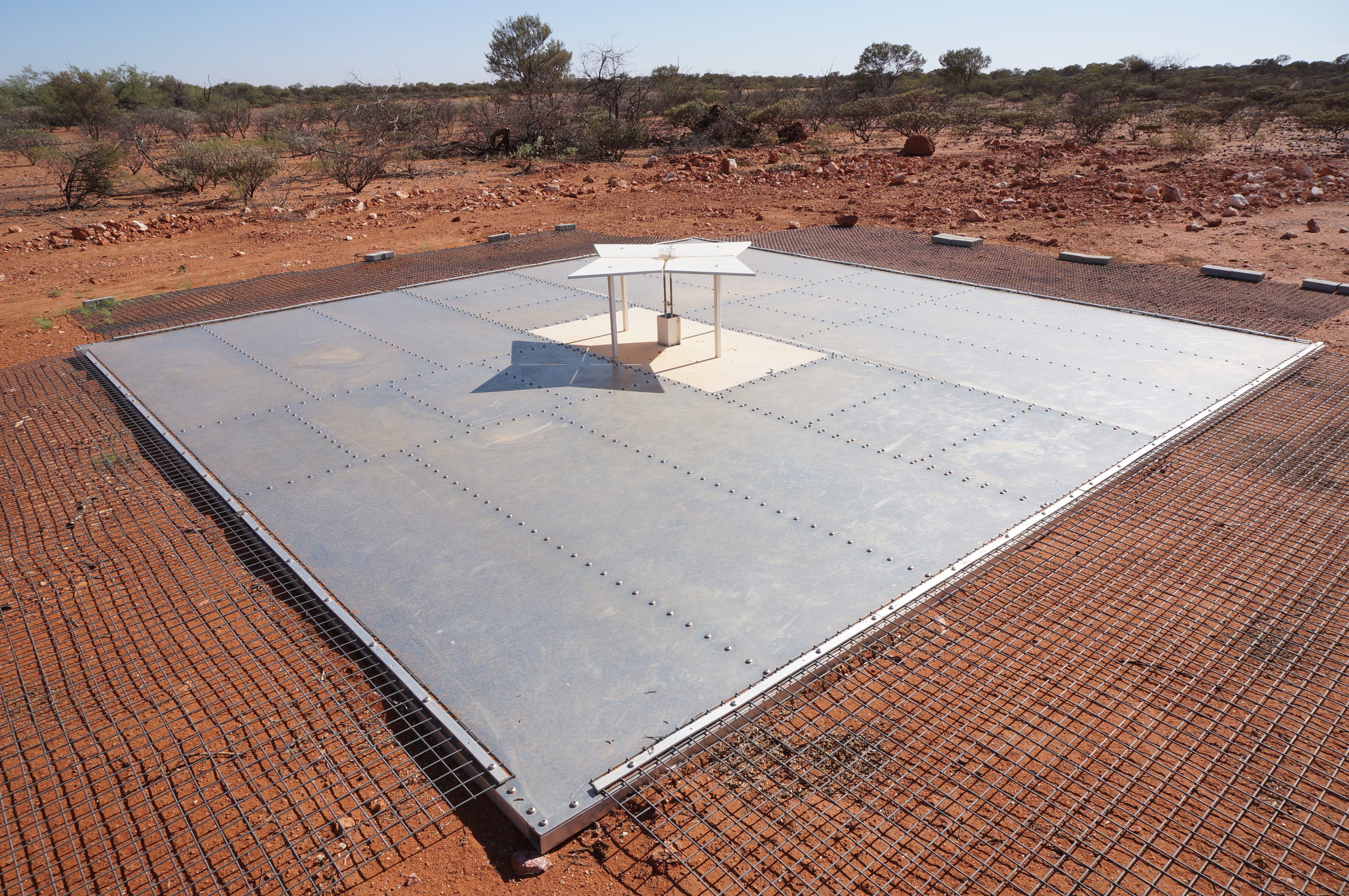
EDGES-Spektrometer

Experiment to Detect the Global EoR Signature (EDGES) ist der Name zweier etwa tischgroßer Spektrometer-Radioantennen, die im australischen Outback in der Mid-West Radio Quiet Zone, einer Schutzzone funktechnischer Anlagen, vom Murchison Radio-astronomy Observatory betrieben werden. Die Messungen wurden im Jahr 2015 aufgenommen.
Die Versuchsanordnung dient der Erforschung des frühen Universums, als während des Cosmic Dawn rund 180 bis 270 Mio. Jahre nach dem Urknall die ersten Sterne zündeten und das Weltall zum ersten Mal beleuchteten. Durch die ultraviolette Strahlung dieser frühen Sterne reionisierte der in großen Mengen vorhandene Wasserstoff (EoR = Epoch of Reionization).
Im Jahr 2018 fanden Radioastronomen unter Leitung der Arizona State University in der kosmischen Hintergrundstrahlung ein stark rotverschobenes schwaches Signal, das als HI-Absorptionslinien gedeutet werden könnte und den frühesten Nachweis primodialen Wasserstoffs darstellt. Im Februar 2022 wurde allerdings ein Paper veröffentlicht, welches dem widerspricht. Die Messwerte von 2018 legten nahe, dass die Temperatur des Wasserstoffgases zu Beginn des Cosmic Dawn tiefer als erwartet lag. Möglicherweise hätte die Interaktion mit Dunkler Materie zu einer zusätzlichen Abkühlung geführt. Das wäre insofern überraschend, als sich die Dunkle Materie gewöhnlich nur über ihre Gravitation bemerkbar macht.